# エル・チョクロ
『エル・チョクロ』（スペイン語: El choclo）はタンゴの曲の一つ。

## 概要
1903年にアンヘル・ビジョルドが作曲したとされ、1905年11月3日にブエノスアイレスの高級レストラン「レストラン・アメリカ」にて初演された。タンゴの中でも知名度が非常に高く、世界中の様々なタンゴの楽団によって、色々な解釈のもと、インストゥルメンタル演奏のほか、歌曲としての演奏も広く行われている。
「エル・チョクロ」とはスペイン語で「とうもろこし」という意味であり、由来には諸説あるが、不明である。
歌詞は作曲者のビジョルドほか、マランビオ・カタン（Marambio Catán）もそれぞれ作詞したが、一番よく聴かれるのは、1946年にエンリケ・サントス・ディセポロによって作られたバージョンである。この歌詞は、メキシコの喜劇映画『グラン・カジノ』のために、この映画に出演するリベルタ・ラマルケの申し出により、急遽作られた。
アメリカでは、ジョージア・ギブス、トニー・マーティン、フランキー・レイン、ルイ・アームストロングが、「キッス・オブ・ファイヤー」（Kiss of Fire）の題で英語でカヴァーした。
日本ではペギー葉山がデビューシングルとして、上記英語版の歌詞を訳した日本語で「火の接吻」の題で歌唱した。第3回NHK紅白歌合戦ではディック・ミネが「キッス・オブ・ファイヤー」の題で歌唱した。また、岩城宏之による編曲で、「カミニート」とメドレーにしたインストゥルメンタル（志賀清とモデルノス演奏）がテレビ番組『名曲アルバム』で流されたことがある。